# Cosme Maciel
Cosme Maciel (Santa Fe, Virreinato del Río de la Plata, 1784 - Buenos Aires, Confederación Argentina, 1850) era un marino mercante, constructor naval y político argentino que adhirió a la Revolución de Mayo y tuvo destacada actuación en los primeros años de la autonomía federal de la provincia de Santa Fe.
Actualmente en su honor una antigua ínsula fluvial, ya desaparecida como tal por intubación del arroyo que también lleva su nombre, fue convertida en un barrio bonaerense del partido de Avellaneda que se llama Isla Maciel, por ser Cosme su primer poblador.

## Origen familiar y primeros años
Cosme Maciel había nacido el 27 de septiembre de 1784, siendo bautizado el 1 de noviembre en la ciudad de Santa Fe, de la entonces intendencia de Buenos Aires, que formaba parte del Virreinato del Río de la Plata.
Sus padres eran el alcalde santafesino Domingo Maciel y Lacoizqueta (Santa Fe, 27 de mayo de 1737 - ib., 23 de julio de 1792) y su tercera esposa María Josefa López Pintado Marcos de Mendoza y Ziburu de Echagüe Andía (n. ca. 1760), la cual era una prima paterna de Rafaela de Vera Mujica y López Pintado, la esposa del virrey riopatense Joaquín del Pino, y cuya hija Juana del Pino y Vera Mujica, prima segunda de Cosme, se casaría con el primer presidente argentino Bernardino Rivadavia.
Los abuelos paternos eran el maestre de campo general Manuel Maciel y Cabral de Alpoin y su cónyuge Rosa de Lacoizqueta y Martínez del Monje, por lo que pertenecía a dos de las antiguas familias nobles santafesinas, descendientes de conquistadores y primeros pobladores de origen luso-hispano, como la infanzona Margarita Cabral de Melo (Vila do Porto de las Azores, ca. 1570 - Tº. Corrientes, 1636) y su esposo, el capitán Amador Vaz de Alpoim (ib., ca. 1560 - Buenos Aires, 26 de mayo de 1617), además de adelantados y gobernantes rioplatenses, como el teniente de gobernador de Corrientes, el general Baltasar Maciel y de la Cueva (n. Corrientes, 1640) enlazado con Gregoria Cabral de Melo Alpoin y Arias, siendo esto la causa por la cual Cosme tendría una distinguida educación. 
Maciel se dedicaría al comercio y a la navegación fluvial, haciendo negocios con Entre Ríos, Corrientes, el Paraguay y Buenos Aires. Fue también un excelente constructor de buques para el tráfico fluvial.

## La época de la Revolución
Cosme se adhirió a la Revolución de Mayo y aunque deseara unirse a la Expedición al Paraguay dirigida por el general Manuel Belgrano, terminó por renunciar en su intento, por hallarse sola y enferma su madre. No obstante, transportó buena parte de las tropas a la Bajada del Paraná.
Un año y medio más tarde colaboró en la construcción de las baterías de Rosario, dirigidas por Ángel Augusto de Monasterio, talando árboles y transportando los materiales desde y hacia las islas. Presenció allí el primer izamiento de la Bandera Argentina por Belgrano. También socorrió a los heridos del combate de San Lorenzo y ayudó a alojarlos antes de su regreso a la capital.

## El federalismo en Santa Fe
Apoyó al primer gobernador federal de Santa Fe, Francisco Candioti. En 1815 fue uno de los oficiales de la flotilla que formó en Goya el capitán Luis Lanché. Al frente de un pequeño buque, ayudó al transporte de las tropas de apoyo venidas desde Entre Ríos y participó en la reconquista federal de Santa Fe, en la derrota del coronel Juan José Viamonte.
Al regresar Lanché a la Provincia Oriental, quedó por un tiempo como comandante de la flotilla naval de la provincia contra los repetidos ataques directoriales.
En abril de 1816, en nombre del gobernador Mariano Vera, firmó el Pacto de Santo Tomé con el general Díaz Vélez, por el que se obtenía una momentánea paz con el Directorio. Este tratado causó la caída de Ignacio Álvarez Thomas del gobierno nacional.
Cuando volvió a estallar la guerra, fue el comandante de las fuerzas navales – unos pocos barcos a vela y varias canoas – que capturaron los buques de la flota de Ángel Hubac reunidos en Colastiné. Más tarde, el gobernador le encargó poner en libertad a los esclavos de la provincia, que fueron liberados casi en su totalidad.

## Secretario de Estanislao López
En julio de 1818, junto con a Manuel Roldán y Juan Francisco Seguí, dirigió la revolución contra el gobernador Vera, acusándolo de pactar con los porteños a espaldas de los santafesinos y de José Artigas. Pero el pueblo, reunido frente al Cabildo de Santa Fe, eligió nuevamente gobernador a Vera. Viendo que los rebeldes se negaban a renunciar a su empresa, Vera renunció y se marchó a San Nicolás de los Arroyos. El cabildo se negó a asumir el mando, y al día siguiente, el comandante Estanislao López – hijo de Roldán – entró con sus tropas a Santa Fe y simplemente se declaró a sí mismo gobernador. Maciel aspiraba al gobierno, pero aceptó los hechos y presionó al cabildo para que eligiera a López gobernador titular.
En 1819 fue representante de López ante Artigas, en las negociaciones que llevaron a la campaña de invasión a Buenos Aires, que terminó en la batalla de Cepeda y el Tratado de Pilar. Fue secretario de López durante una parte de su campaña. A mediados del mismo año de 1820, lo acompañó en su segunda campaña, en la batalla de Cañada de la Cruz y en la de Gamonal.
Poco tiempo después, comenzó a tener problemas con el gobernador; se dijo que se debía a que se había dejado de lado a Artigas. Ya no asesoraba al caudillo en la época del Tratado de Benegas, siendo reemplazado por el ministro Seguí.

## Destierro a la isla Maciel y fallecimiento
En agosto de 1824, junto con el diputado Manuel Leiva, organizó una revolución contra López. Como necesitaban un militar para sublevar a las tropas, fueron a buscar a la cárcel al comandante Manuel Obando, que había emigrado de Santa Fe años atrás junto con Vera, y que había sido tomado prisionero en 1820. Pero fueron delatados y arrestados; Obando fue fusilado al día siguiente. A los pocos días, López visitó a Maciel en la cárcel y, tras una entrevista, lo desterró de la provincia, advirtiéndole que, en caso de que regresara, lo haría fusilar.
Se instaló en las afueras de Buenos Aires, en la parte sur de la desembocadura del Riachuelo, en una pequeña chacra – a la que gustaba llamar estancia – cuya casa se encontraba en la isla que, desde entonces, conformaría un barrio que se llama Isla Maciel, ya que al intubar el arroyo homónimo hace más de un siglo que no es más una isla. Allí vivió el resto de su vida, dedicado a la construcción de pequeñas embarcaciones y el comercio fluvial.
Falleció en Buenos Aires alrededor de 1850.